# Granville G. Bennett

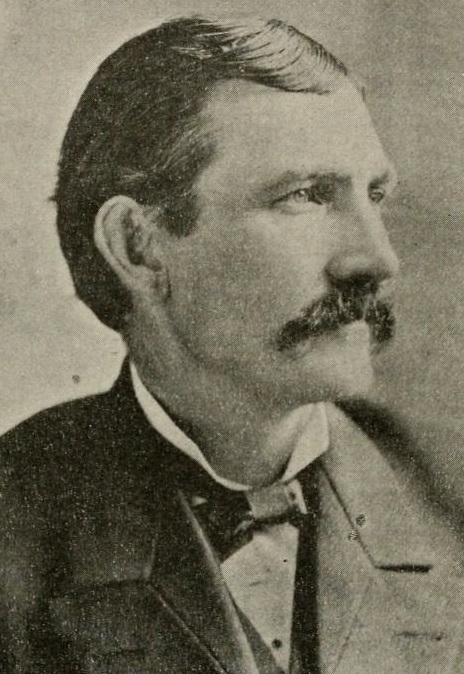
Granville G. Bennett

Granville Gaylord Bennett (* 9. Oktober 1833 bei Bloomingburg, Ohio; † 28. Juni 1910 in Hot Springs, South Dakota) war ein US-amerikanischer Politiker. Zwischen 1879 und 1881 vertrat er als Delegierter das Dakota-Territorium im US-Repräsentantenhaus.

## Frühe Jahre
Im Jahr 1849 zog Granville Bennett mit seinen Eltern in das Fulton County in Illinois. 1855 zog die Familie weiter nach Washington in Iowa. Bennett besuchte die Howe’s Academy und das Washington College in Iowa. Nach einem anschließenden Jurastudium wurde er 1859 als Rechtsanwalt zugelassen. Daraufhin begann er in seinem Wohnort Washington in seinem neuen Beruf zu arbeiten. Während des Bürgerkriegs war er von 1861 bis 1865 Offizier der Unionsarmee.

## Politische Laufbahn
Granville Bennett war Mitglied der Republikanischen Partei. Nach dem Krieg kehrte er nach Iowa zurück, wo er zwischen 1865 und 1867 Abgeordneter im Repräsentantenhaus dieses Staates war. Zwischen 1867 und 1871 gehörte er dem Senat von Iowa an. Zwischen dem 24. Februar 1875 und dem 23. August 1878 war Bennett Richter am Obersten Gerichtshof im Dakota-Territorium. Bei den Kongresswahlen des Jahres 1878 wurde er als Nachfolger von Jefferson P. Kidder zum Delegierten im US-Repräsentantenhaus gewählt. Dort absolvierte er zwischen dem 4. März 1879 und dem 3. März 1881 eine Legislaturperiode. Im Jahr 1880 bewarb er sich nicht um seine Wiederwahl.

## Weiterer Lebenslauf
Nach dem Ende seiner Dienstzeit im US-Kongress zog Bennett nach Deadwood im heutigen South Dakota. Dort war er zunächst als Rechtsanwalt tätig und wurde 1892 zum Richter am Nachlassgericht von Lawrence County gewählt. Granville Bennett starb am 28. Juni 1910 in Hot Springs und wurde in Deadwood beigesetzt.